# 丝米塔·帕蒂尔

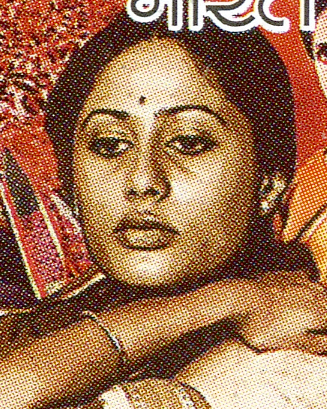
丝米塔·帕蒂尔

丝米塔·帕蒂尔 (1955年10月17日 - 1986年12月13日) 是一位印度印地语和马拉地语电影女演员。 她一共演了80多部电影，并获得两项印度國家電影獎、一项印度電影觀眾獎。 1985年，她获得莲花士勋章。 1986年12月13日，她因分娩并发症去世，享年31岁。